# Xianyuan (sockenhuvudort i Kina, Jiangxi Sheng, lat 28,30, long 114,26)
Xianyuan är en sockenhuvudort i Kina. Den ligger i provinsen Jiangxi, i den sydöstra delen av landet, omkring 160 kilometer väster om provinshuvudstaden Nanchang. Antalet invånare är 13 514. Befolkningen består av 6 533 kvinnor och 6 981 män. Barn under 15 år utgör 26,0 %, vuxna 15-64 år 63 %, och äldre över 65 år 10,0 %.
Runt Xianyuan är det ganska tätbefolkat, med 248 invånare per kvadratkilometer. Närmaste större samhälle är Shuangqiao, 13,8 km söder om Xianyuan. I omgivningarna runt Xianyuan växer i huvudsak blandskog.
Genomsnittlig årsnederbörd är 2 205 millimeter. Den regnigaste månaden är maj, med i genomsnitt 372 mm nederbörd, och den torraste är oktober, med 50 mm nederbörd.